# Бертонико
Берто̀нико (на италиански: Bertonico, на западноломбардски: Bertunoch, Бертунок) е село и община в Северна Италия, провинция Лоди, регион Ломбардия. Разположено е на 63 m надморска височина. Населението на общината е 1183 души (към 2012 г.).